# Sh2-218
Sh2-218 è una debole nebulosa a emissione, visibile nella costellazione dell'Auriga.
Si individua nella parte settentrionale della costellazione, circa 2,5° a sudovest rispetto alla stella δ Aurigae; a causa della sua estrema debolezza, per essere ripresa occorre una strumentazione pressoché professionale. La sua declinazione è moderatamente settentrionale, pertanto può essere osservata soprattutto dall'emisfero boreale, dove si presenta circumpolare fino alle latitudini temperate medie; dall'emisfero australe invece la sua visibilità è limitata alle regioni tropicali e temperate inferiori. Il periodo più propizio per la sua osservazione nel cielo serale è compreso fra ottobre ad aprile.
La distanza di questa nube non è nota, così come non è nota alcuna stella ionizzatrice dei suoi gas; secondo uno studio del 1984, Sh2-218 farebbe parte della regione di formazione stellare catalogata come 159.54+11.29 (o Avedisova 1701), che comprende questa e la nebulosa oscura LDN 1460, associata alla sorgente infrarossa IRAS 05374+5209.